# Михаил Касабов
Михаил Тодоров Касабов е български футболен функционер.

## Биография
Роден е в София на 22 март 1955 г.
През 1975 г. става член на ФК „Байерн" и е носител на сребърна и златна значка на клуба.
През 1979 г. започва работа почасово в Международния отдел на Българската федерация по футбол. Завършва Юридическия факултет на Софийския университет „Климент Охридски“ през 1982 г.
От 1984 г. до 1985 г. е служител на Футболен клуб „Левски“. След това се връща в БФС като началник на Международния отдел. През 1987 г. е избран за вицепрезидент на Футболен клуб „Витоша“. В периода 1991 – 1994 г. е член на Изпълнителното бюро на Футболен клуб „Левски“.
През 1995 г. е избран за вицепрезидент на БФС. След подадената оставка на Борислав Михайлов като президент на БФС Касабов е избран на 18 октомври 2019 г. за изпълняващ длъжността президент на БФС до насрочване на нов конгрес.
През 1986 г. Михаил Касабов е вербуван от агент от Второ главно управление (ВГУ) на Държавна сигурност под псевдонима „Иван“. Сътрудничи на 3-ти отдел „ФРГ, Австрия, Франция“ във ВГУ по линия на Западна Германия.
Съдружник е във фирмата–длъжник „Астра спорт“ ООД, София, която има 2 дълга към Банката за земеделски кредит в размер на 924 млн. и 340 млн. неденоминирани лева, с лихви към главницата в размер на 159 млн. и 8 млн. лева.
От 18 октомври 2019 г. до 6 август 2021 г. е временно назначен за президент на БФС.
На 12 октомври 2021 г. е назначен за първи вицепрезидент на БФС.
От 27 ноември 2023 г. до 1 март 2024 г. е временно назначен за президент на БФС.